# Hynden Walch
Heidi Hynden Walch, nota semplicemente come Hynden Walch (Davenport, 1º febbraio 1971), è un'attrice e doppiatrice statunitense.

## Biografia
Dopo aver studiato alla scuola delle arti dell'Università della Carolina del Nord, si è laureata con lode all'Università della California, nella quale ha anche conseguito un Bachelor of Arts in letteratura americana.

## Filmografia

### Attrice
- Angel Street (1992)
- Ricomincio da capo (1993)
- The Untouchables (serie TV, 1993-1994)
- Law & Order - I due volti della giustizia (serie TV, 1994)
- Angela (1995)
- Jake's Women (1996)
- Jerry Maguire (1996)
- The Practice - Professione avvocati (1997)
- The Drew Carey Show (1997)
- Streghe (serie TV, 2000)
- NYPD - New York Police Department (serie TV, 2000)
- King Rikki (2002)

### Doppiatrice
- Il segreto di NIMH 2 - Timmy alla riscossa (1998)
- I Rugrats (serie TV, 1999)
- Tom Sawyer (2000)
- Static Shock (serie TV, 2002)
- La famiglia della giungla (2002)
- Stanley (serie TV, 2001 - 2003)
- Gary the Rat (serie TV, 2003)
- ChalkZone (serie TV, 2002 - 2004)
- Justice League Unlimited (serie TV, 2003 - 2005)
- Karas: The Prophecy (2005)
- Immortal Grand Prix (serie TV, 2005)
- Teen Titans (serie TV, 2003 - 2006)
- Super Robot Monkey Team Hyperforce Go! (serie TV, 2005-2006)
- La malinconia di Haruhi Suzumiya (serie TV, 2006)
- Stanley's Dinosaur Round-Up (2006)
- Catscratch (serie TV, 2006)
- Teen Titans - Trouble in Tokyo (serie TV, 2007)
- American Dragon: Jake Long (serie TV, 2006 - 2007)
- Random! Cartoons (serie TV, 2007)
- Lucky Star (serie TV, 2007)
- Nome in codice: Kommando Nuovi Diavoli (serie TV, 2007)
- The Batman (serie TV, 2007)
- Sfondamento dei cieli Gurren Lagann (serie TV, 2007)
- Batman - Il cavaliere di Gotham (2008)
- Super Hero Squad Show (serie TV, 2009)
- Rapunzel - L'intreccio della torre (2010)
- Batman: The Brave and the Bold (serie TV, 2010)
- Scooby-Doo - Mystery, Inc. (serie TV, 2010 - 2011)
- Generator Rex (serie TV, 2010 - 2011)
- ThunderCats (serie TV, 2011 - 2012)
- Winx Club (serie TV, 2012 - presente)
- Adventure Time (serie TV, 2010 - 2018)
- Batman: Hush (film) – regia di Justin Copeland (2019)
- Teen Titans Go! Vs. Teen Titans (2019)
- Teen Titans Go! (serie TV, 2013 - presente)